# El Ratón Pérez (película)
El Ratón Pérez (también titulada Pérez, el ratoncito de tus sueños en España y México) es una película coproducción hispano-argentina de comedia que combina animación e imagen real, dirigida por Juan Pablo Buscarini. La película se estrenó en Argentina el 13 de julio de 2006. El tema principal de la banda sonora fue interpretado por la cantante española Gisela.

## Argumento
Una niña llamada Lucía pierde su primer diente y sus padres, Santiago (un chef desempleado) y Pilar (una arquitecta), le aseguran que el Ratoncito Pérez irá a dejarle una moneda debajo de la almohada. La niña estaba muy emocionada pero no halla la moneda esperada. En unión de su primo Ramiro, la pequeña Lucía se embarca en una aventura para ubicar al Ratoncito Pérez, que, secuestrado por un ratón rival, no puede cumplir su cometido: recolectar dientes de los niños.

## Elenco
- Alejandro Awada - Ratón Pérez (voz)
- Mariano Chiesa - Cdte. Permanencio Fugaz (voz)
- Roly Serrano - El rata (voz)
- Nicolás Torcanowski - Ramiro
- Delfina Varni - Lucía
- Fabián Mazzei - Santiago
- Ana María Orozco - Pilar
- Pochi Ducasse - Abuela de Lucía
- Joe Rígoli - Justo Amancio Morientes
- Diego Gentile - Pipo
- Ana María Nazar - Condesa
- Enrique Porcellana - Gordo
- Fernanda Bodria - Maestra
- Anahí Martella - Samanta
- Fernando Paz - Hormiga
- Marcos Metta - Profesor
- Pedro Martínez Goncalvez - Alumno 1

## Premios

### Premios Goya
| Año  | Categoría                   | Resultado |
| ---- | --------------------------- | --------- |
| 2006 | Mejor película de animación | Ganadora  |

### Premios Cóndor de Plata
| Año  | Categoría                       | Resultado |
| ---- | ------------------------------- | --------- |
| 2006 | Mejor largometraje de animación | Ganadora  |
| 2006 | Mejor vestuario                 | Nominada  |

## Secuelas

### El Ratón Pérez 2
La segunda película, El Ratón Pérez 2 (Pérez 2 o Pérez, el ratoncito de tus sueños II en España, y El ratón de los dientes 2 en México), es una película de Patagonik Film Group y Filmax, dirigida por Andrés G. Schaer y tiene una duración de aprox. 90 minutos. Se estrenó 1 de enero de 2009 en Latinoamérica. Distribuye Buena Vista International. Recaudó casi 3 millones de dólares a nivel mundial. El tema principal de la banda sonora fue interpretado por la cantante española Gisela.

#### Elenco
| - Fernando Guillén Cuervo - Ratón Pérez (voz) - Lucrecia Pérez Sáez - Lola (voz) - Miguel Dedovich - Sr. Gunther - Edda Díaz - Adelaida - Claudia Fontán - Muriel Labecque - Irene Giser - María Laucha - Diego Brizzi - Ratita - Javier Lorenzo - Leo - Manuel Manquiña - Gil Penkoff | - Camila Riveros - Ana - Matías Sandor - Lucas - Roly Serrano - Rata (voz) - Manuela Velasco - Periodista - Marcos Woinsky - Dimitri - Ignacio Huang - Periodista - Olivier Noel - Periodista - Alexander Iatsoun - Periodista - Davin Rockstad - Periodista |

#### Premios
Premios Goya
| Año  | Categoría                   | Resultado |
| ---- | --------------------------- | --------- |
| 2009 | Mejor película de animación | Nominada  |

### La gran aventura de los Lunnis y el libro mágico
La gran aventura de los Lunnis y el libro mágico (titulada  El Ratón Pérez y los guardianes del libro mágico en Hispanoamérica) es una producción española y argentina protagonizada por los protagonistas del programa español Los Lunnis, la cual también incorpora al ratonicito Pérez como uno de los personajes principales ejerciendo como un aliado de los protagonistas.

## Teatro
Las obras oficiales del ratón Pérez son:
- El Ratón Pérez, tu primer musical, de Cibrian-Mahler. 2005. Producción por Mario Minckas.
- El Ratón Pérez y el misterio del cofre. 2007. Producción por Mario Minckas
- El Ratón Pérez, el Super Poderoso abril de 2009 Argentina y gira Hispanoamérica. Producción por Mario Minckas y Fenix Entertainment Group.
- El Ratón Pérez, de Cibrian-Mahler. 2010-2011 (Re-make de la versión 2005). Producción por Mario Minckas. Temas principal: Vino el Ratón Pérez y se lo llevó"